# Oben ohne (Festival)

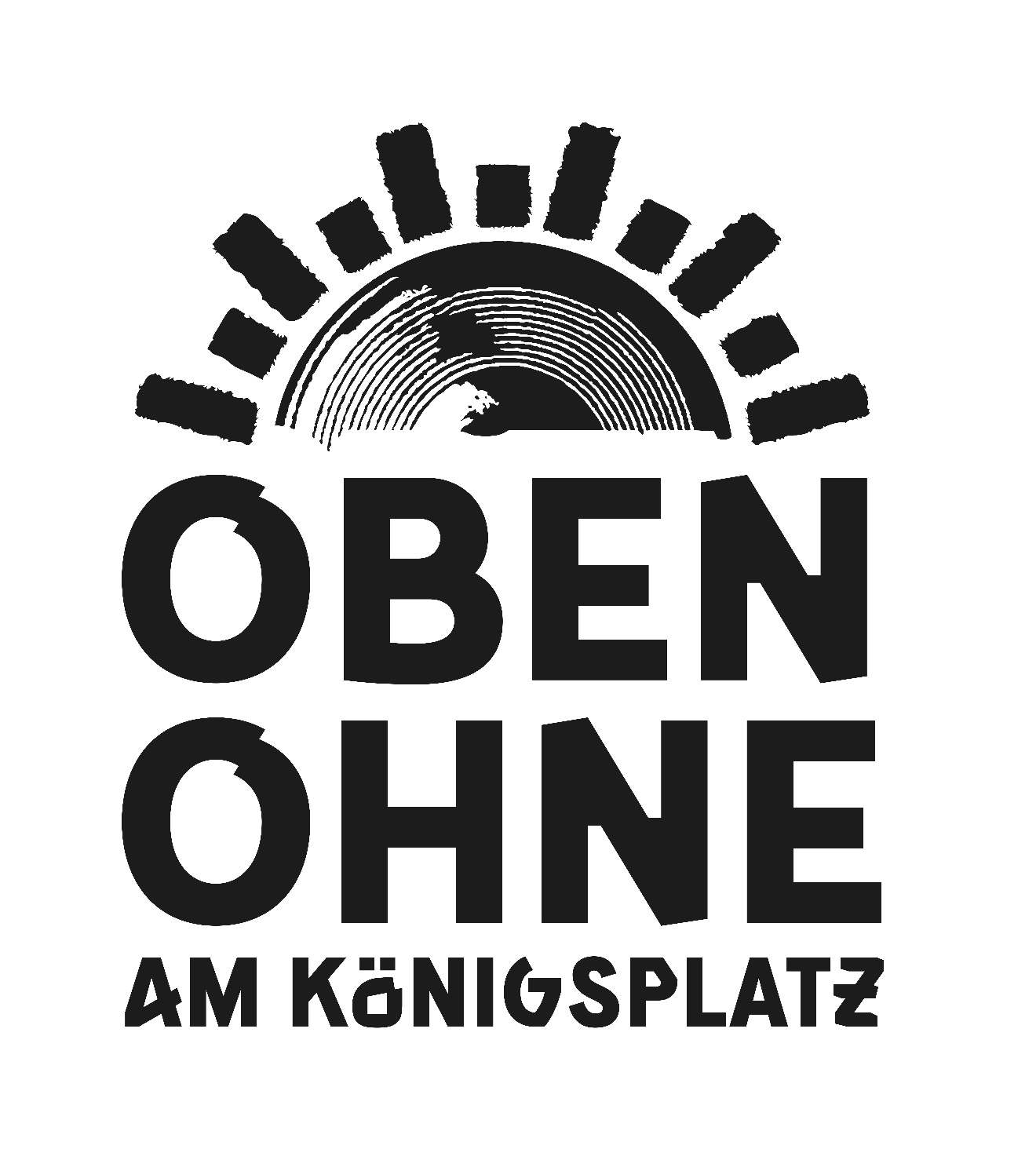
Logo von OBEN OHNE

Das Oben Ohne Open Air (eigene Schreibweise: OBEN OHNE) ist ein seit 1998 in München stattfindendes Musikfestival, das vom Kreisjugendring München-Stadt und dem Kreisjugendring München-Land organisiert wird. Mit zuletzt 23.000 verkauften Tickets zählt es zu den größten Open-Air-Festivals im süddeutschen Raum.
Im Jahre 2016 wurde das Oben Ohne aufgrund des Anschlags in München am Vorabend des Festivals aus Sicherheits- und Pietätsgründen abgesagt. 2020 fiel es wie fast alle großen Kulturveranstaltungen aufgrund der Maßnahmen zur Eindämmung der COVID-19-Pandemie aus. 2021 fand das Festival in einer hybriden Variante unter strengen Hygienemaßnahmen und mit wesentlich weniger Besuchern statt. Im Jahr 2022 wurde eine zweite Bühne hinzugefügt, wodurch das Programm von 8 auf 14 Acts erweitert werden konnte. Während des Festivals im Jahr 2024 traten auf der Mainstage und der Secondstage, die von der POP UP STAGE gehostet wird, 15 Acts auf.

## Organisation
Der Name „Oben Ohne“ bezieht sich auf das nicht vorhandene Dach bei Open-Air-Festivals. Das Open Air findet meist eintägig statt, nur in den Jahren 2004 bis 2006 erstreckte sich das Festival über zwei Tage. Es wird weitestgehend über Fördermittel, Sponsoren und Medienkooperationen finanziert. Außerdem unterstützen ehrenamtliche Helfer den Auf- bzw. Abbau, die Künstlerbetreuung sowie den Sanitätsbereich des Open Air. So konnten die Tickets stets zu jugendfreundlichen Preisen angeboten werden. Von 2008 bis 2012 war der Eintritt kostenlos.
Da die Veranstalter anerkannte Träger der Jugendhilfe sind, dürfen Jugendliche bereits ab 12 Jahren die Veranstaltung alleine besuchen.

## Besucherzahlen
Die Besucher sind größtenteils zwischen 14 und 24 Jahre alt.

## Programm
Neben den Headlinern aus den Musikrichtungen Hip-Hop, Rap, Indie und Alternative Music stehen immer auch Nachwuchsbands auf der Bühne.

## Rahmenprogramm

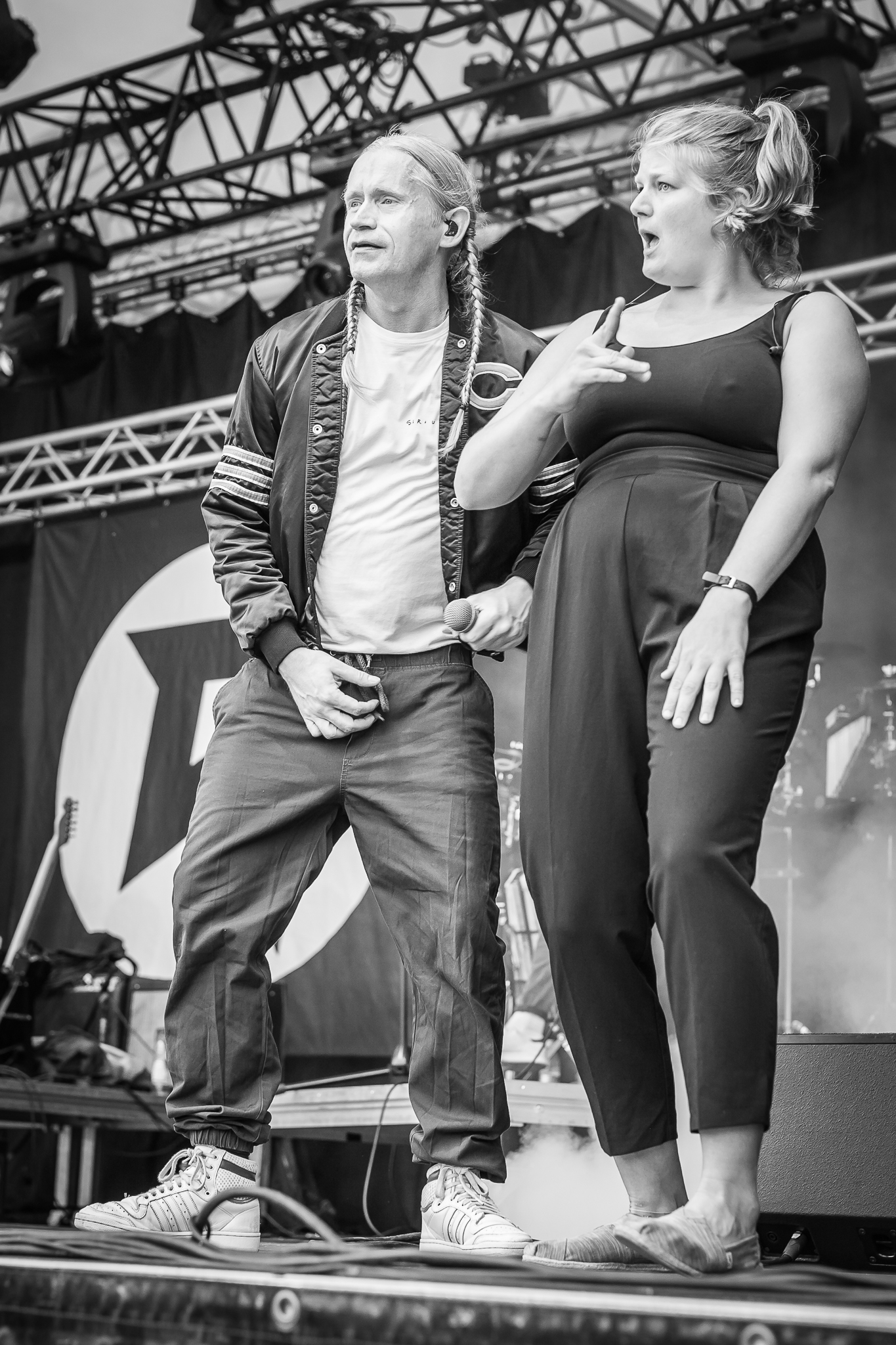
Gebärdensprachdolmetscherin beim OBEN OHNE 2018

Das Oben Ohne bietet neben der Musik ein von Jugendlichen für Jugendliche gestaltetes kulturelles, politisches, soziales, und sportliches Programm. Die Jugendverbände und -einrichtungen der Kreisjugendringe haben hier die Gelegenheit, sich einem großen Zielpublikum zu präsentieren und das Interesse der Jugendlichen für diese Themen zu wecken.
2014 wurde die Azubistraße auf dem Veranstaltungsgelände integriert. Hier stellen sich Unternehmen vor und informieren sowohl über Ausbildungs- und Praktikumsstellen als auch über Karrierechancen im jeweiligen Betrieb. Seit 2022 wird die Azubistraße, die später als Job-Allee bekannt wurde, unter dem neuen Namen Future-Park geführt.

## Inklusion
Die Künstler auf dem Open Air werden von Musikgebärdensprachdolmetschern auf der Bühne unterstützt. Mit vollem Körpereinsatz leben sie die Musik der Bands nach und übersetzen die Songtexte zeitgleich zur Musik in Gebärdensprache und machen somit das Festival auch für gehörlose Jugendliche und junge Erwachsene erfahrbar und erlebbar.

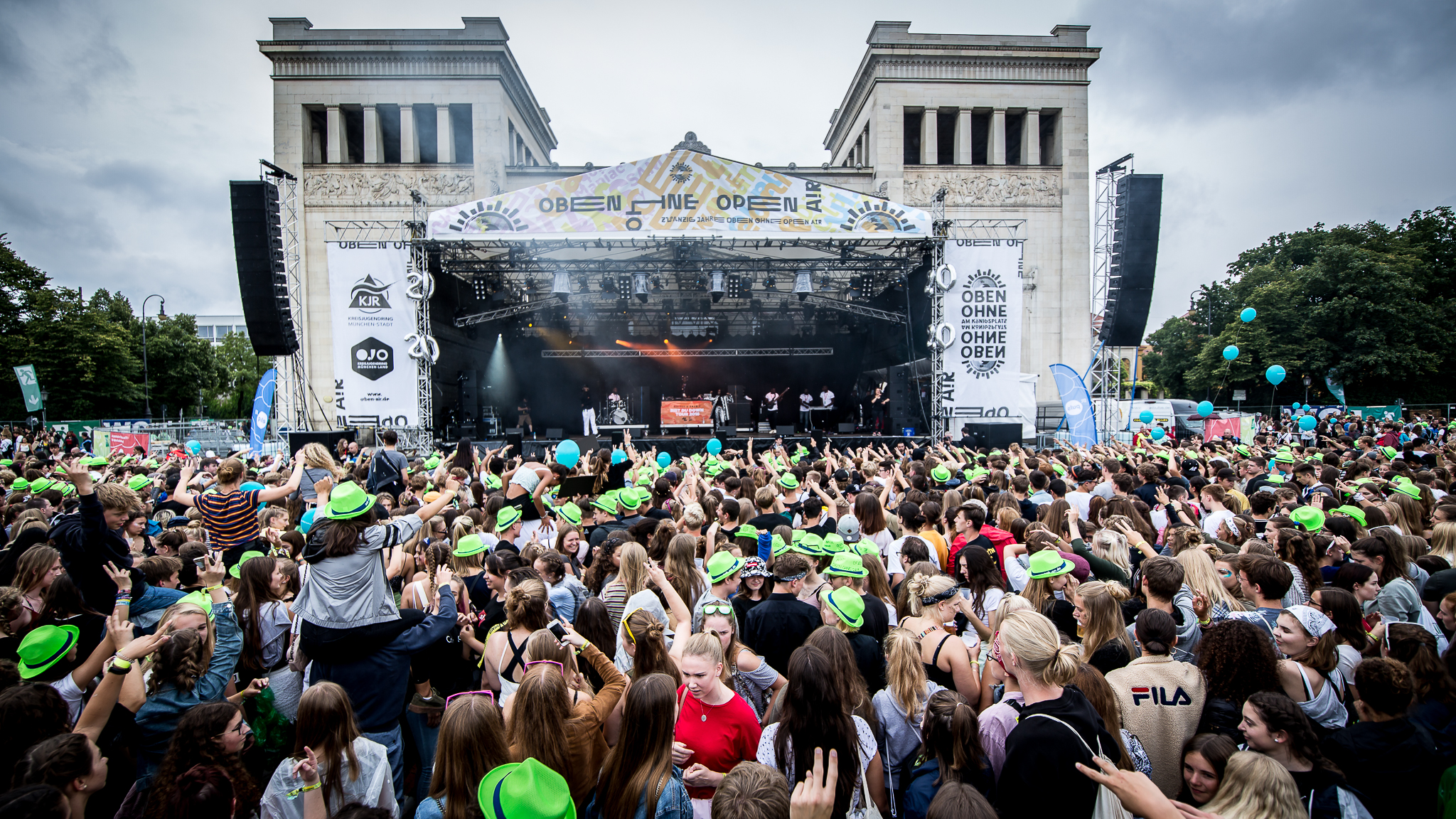
OBEN OHNE am Königsplatz

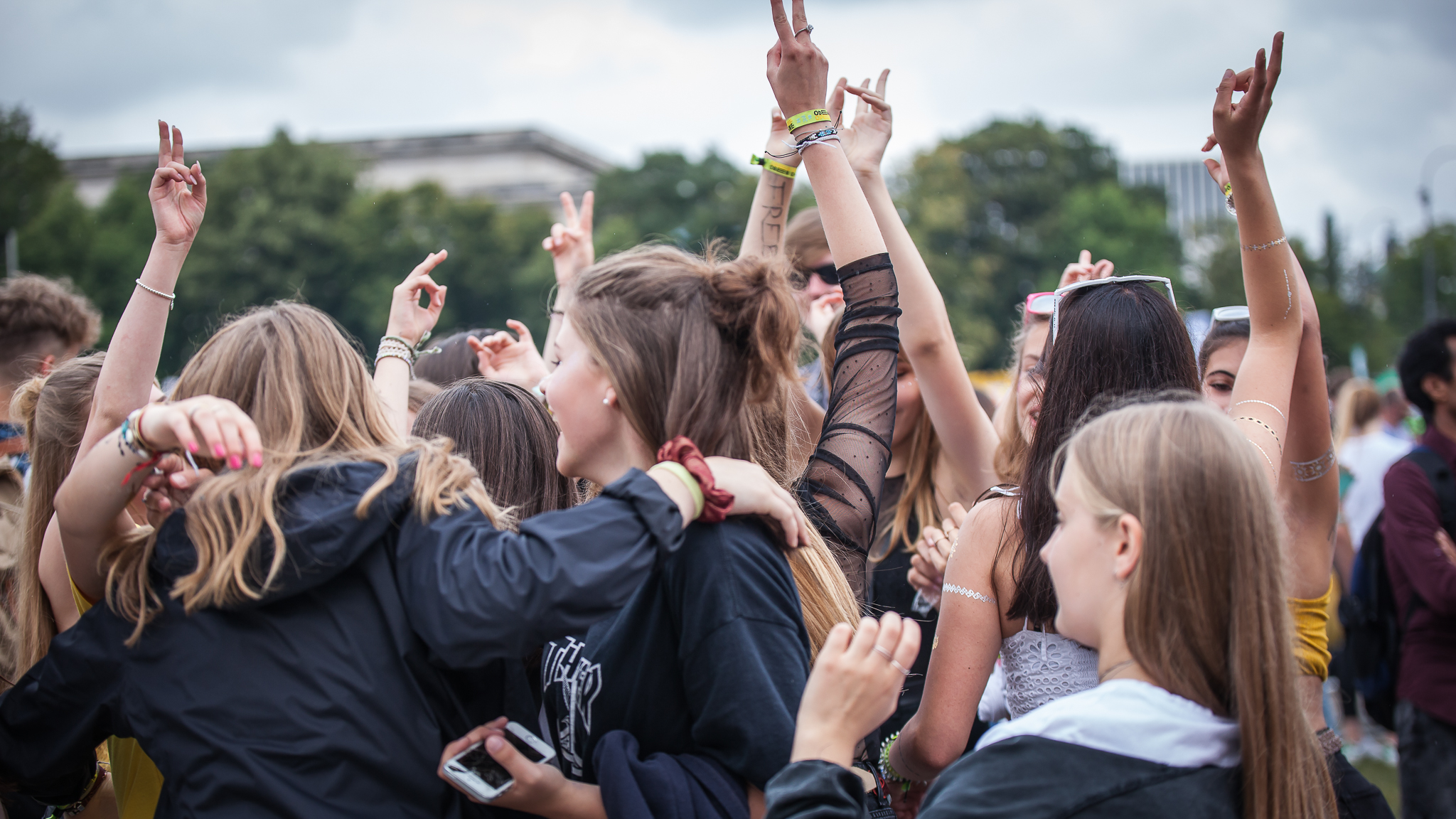
Festivalbesucher des OBEN OHNE

Für schwerhörige Besucher gibt es eine FM-Anlage. Ein erhöhtes Podest für Menschen im Rollstuhl befindet sich zentral auf dem Festivalgelände und für blinde bzw. sehbehinderte Gäste gibt es einen Unterstützungsservice in Form eines Blindenführers.

## Geschichte
1998 (26. Juli)
Das Festival findet zum ersten Mal am 26. Juli 1998 unter dem Namen Open Fun <fast> for free 98  auf dem Königsplatz in München statt.
Line-up: H-Blockx, Apocalyptica, Fun-Da-Mental, Lemonbabies, Gnawa Diffusion, Carlo Jones, Suez, Erkan und Stefan (Moderation)
2000 (23. Juli)
Seit 2000 trägt das Festival den Namen Oben Ohne Open Air.
Line-up: Patrice, Les Babacools, Absolute Beginner, Afrob, Main Concept, Dynamite Deluxe, Weirdelic Sound, Lucy, Steve & Barry Künzel, Storm & Jazzy Project, Kungfu,
2001 (8. Juli)
Line-up: Laith Al-Deen, Bananafishbones, Bell, Book & Candle, sub7even, odd one out, gringo from weirdelic sound
2002 (21. Juli)
Line-up: Bluekilla, Fettes Brot, Gentleman, Blumentopf, Dubios Neighbourhood, Caused by Chaos
2003 (19. Juli)
Line-up: ASD (Afrob & Samy Deluxe), Patrice with Shashamani, Curse & Live Band, Mellow Mark, Roots Rockers, Der Fall Böse, Syff
2004 (24.–25. Juli)
Line-up: Die Happy, Tomte, The Wohlstandskinder, Liquido, Blumentopf, Donots, Fünf Sterne Deluxe, Kool Savas, Sorgente, Schein, Jamaram, Bauchklang, O.F.X. from Saina Supa Crew, MCF, Les Babacools, Starsilver
2005 (23.–24. Juli)
Line-up: Die Fantastischen Vier, Clueso & Band, Max Herre, Wir sind Helden, Virginia Jetzt!, Anajo, Ohrbooten, Hifidelity, Raggasnoda Click, Wordaholics, Spitting Off Tall Buildings, Roman Fischer, Bist, Inquire, The Cromptons, Killerpilze, Quaff
2006 (22.–23. Juli)
Line-up: Juli, Silbermond, Killerpilze, Klee, Blumentopf, Kain, Loonataraxis, Chorea, Dilon, Capsized, Blank Promise, Boy Android, J-Walk, Pilot, Les Babacools, Sorgente, Julia, The Capones, Stamina Crew, Five! Fast!! Hits!!!, Flow Budget, Donkey Shots, Bunyip, The Real McCoy
2008 (26. Juli)
Nach einem Jahr Pause zur Erarbeitung eines neuen Konzepts und zur Suche eines neuen Veranstaltungsorts findet das Festival auf dem Platz bei der Alten Messe am Bavariapark zum 8. Mal statt. Der Eintritt ist das erste Mal kostenlos.
Line-up: Dendemann, Texta, The Busters, Einshoch6, Crème Fresh, LaBrassBanda, Bienenstich
2009 (25. Juli)
Line-up: Mono & Nikitaman, Zion I, Capones, Marteria, Moop Mama, Lax Alex, Octopussies, The Donkeyshots
2010 (24. Juli)
Line-up: Miss Platnum, Skaos, Nosliw, Fiva, Black Cat Zoot, Doppel D, Flüsterton, Instant Vibes, Michael Dietmayr
2011 (23. Juli)
Line-up: Frittenbude, Prop Dylan, I-Fire, Rainer von Vielen, Boshi San, Eljot Quent, Der Jungbrunn, Teufels Küche, Roland Hefter
2012 (21. Juli)
Durch den freien Eintritt konnte die zu erwartende Besucherzahl lediglich geschätzt werden. Als die Ziffer der Zusagen auf der Social-Media-Plattform die 20.000-Marke erreichte, wurde das Festival aus Sicherheitsgründen an die Messe München verlegt, um den Gefahren eines überfüllten Veranstaltungsgeländes Rechnung zu tragen.
Diese Erfahrung hatte die Wiedereinführung der Tickets im Jahr 2013 zur Folge.
Line-up: Kraftklub, Cro, Peacecamp Band feat. Bushbayer, el Mago Masin &*wildcamping, Puerto Nico, Django 3000, Ragtag Tones, Ghostwriters High
2013 (20. Juli)
Line-up: Prinz Pi, OK Kid, Edgar Wasser, eRRdeKa, Exclusive, BBou & Liquid, Blind Freddy, Manhattan Project
2014 (19. Juli)
Rückkehr auf den Königsplatz. Erstmalige Integration der Azubistraße und der Musikgebärdensprachdolmetscher auf der Bühne.
Line-up: Alligatoah, Claire, Bilderbuch, Sierra Kidd, Sam, Demograffics & Tribes of Jizu, Paper & Places, Heldenfrühstück
2015 (18. Juli)
Line-up: Kontra K, 257ers, Exclusive, Olson, The Capitols, Mundhaarmonika, Unique Alien, Taiga Trece
2016 (23. Juli)
Absage des Festivals nach dem Anschlag in München 2016
2017 (8. Juli)
Ausverkauftes Open Air auf dem Königsplatz mit 20.000 Besuchern.
Line-up: Die Orsons, Dicht & Ergreifend, Rakede, Estikay, Illbilly Hitec, Impala Ray, El Rancho, The Black Submarines
2018 (21. Juli)
Ausverkauftes Open Air auf dem Königsplatz mit 20.000 Besuchern.
20-jähriges Jubiläum.
Line-up: SXTN, Marvin Game, Romano, Ace Tee & Kwam.E, Leoniden, Liquid & Maniac, Matija, Dirty Old Spice
2019 (20. Juli)
Ausverkauftes Open Air auf dem Königsplatz mit 20.000 Besuchern.
Line-up: Bausa, Drunken Masters & Felly, Mavi Phoenix, Erwin & Edwin, Roger Rekless, Tiavo, Embrace the Emperor, Wunderwelt
2020 (20. Juni)
Das Festival findet aufgrund der COVID-19-Pandemie als digitales Festival live auf Instagram und Facebook unter dem Namen OBEN OHNE On Air statt.
Line-up: Bbou, SAMT, ArOzA Crew, As It Rains, Sweet Lemon, Quirinello
2021 (24. Juli)
Aufgrund der Pandemie fand das OBEN OHNE Hybrid Air in kleiner Variante auf dem Königsplatz mit 500 Jugendlichen und jungen Erwachsenen statt. Zudem haben 7 verschiedene Locations in und um München das Festival live gestreamt. Aufgrund eines Unwetters musste am Abend die Veranstaltung abgebrochen und das Festivalgelände evakuiert werden.
Line-up: Lari Luke, Jeremias, Badchieff, Rikas, Rote Mütze Raphi, Emotional Club & Kadie, Cloutboi Juli & Pink Stan, Twice as Mad
2022 (23. Juli)
Ausverkauftes Festival mit 22.000 Tickets. Einführung der Second Stage, die von der POP UP STAGE gehostet wird und dadurch das musikalische Programm sowie das Festivalgelände erweitert.
Main Stage: Badmómzjay, Provinz, Beyazz, Shelter Boy, nand, Takt32, Eli Preiss, As It Rains.
Second Stage: Jeremias, Felly, Kati K, Becks, Quirinello, Gündalein.
2023 (22. Juli)
Erstmals 23.000 verkaufte Tickets.
Main Stage: BHZ, Ennio, Symba, Dilla, Blushy AM x Levin, QUEEN Lizzy, BELLI, PLUME
Second Stage: Verifiziert, Blvth, Anaïs, Wa22ermann, Katha Pauer, Berq, Lokey
2024 (20. Juli)
Ausverkauftes Festival mit 23.000 Tickets.
Main Stage: 01099, Domiziana, Bibiza, Esther Graf, Ansu, Siovo, ELA, Falschgeld
Secondstage: Zimmer90, 3LNA, Ellice, Diggidaniel, Fiio, Vandalisbin, Kilean812